# 4-硝基苯肼
4-硝基苯肼是一种有机化合物，化学式为C6H7N3O2。它可由4-硝基苯基重氮盐和亚硫酸钠缓慢反应，和盐酸反应，得到4-硝基苯肼盐酸后，再与浓乙酸钠溶液反应制得。它和乙酰乙酸乙酯在乙酸中回流，可以得到3-甲基-1-(4-硝基苯基)-2-吡唑啉-5-酮。它可以被硼氢化钠还原为4-氨基苯肼。